# Powiat opolski (województwo lubelskie)

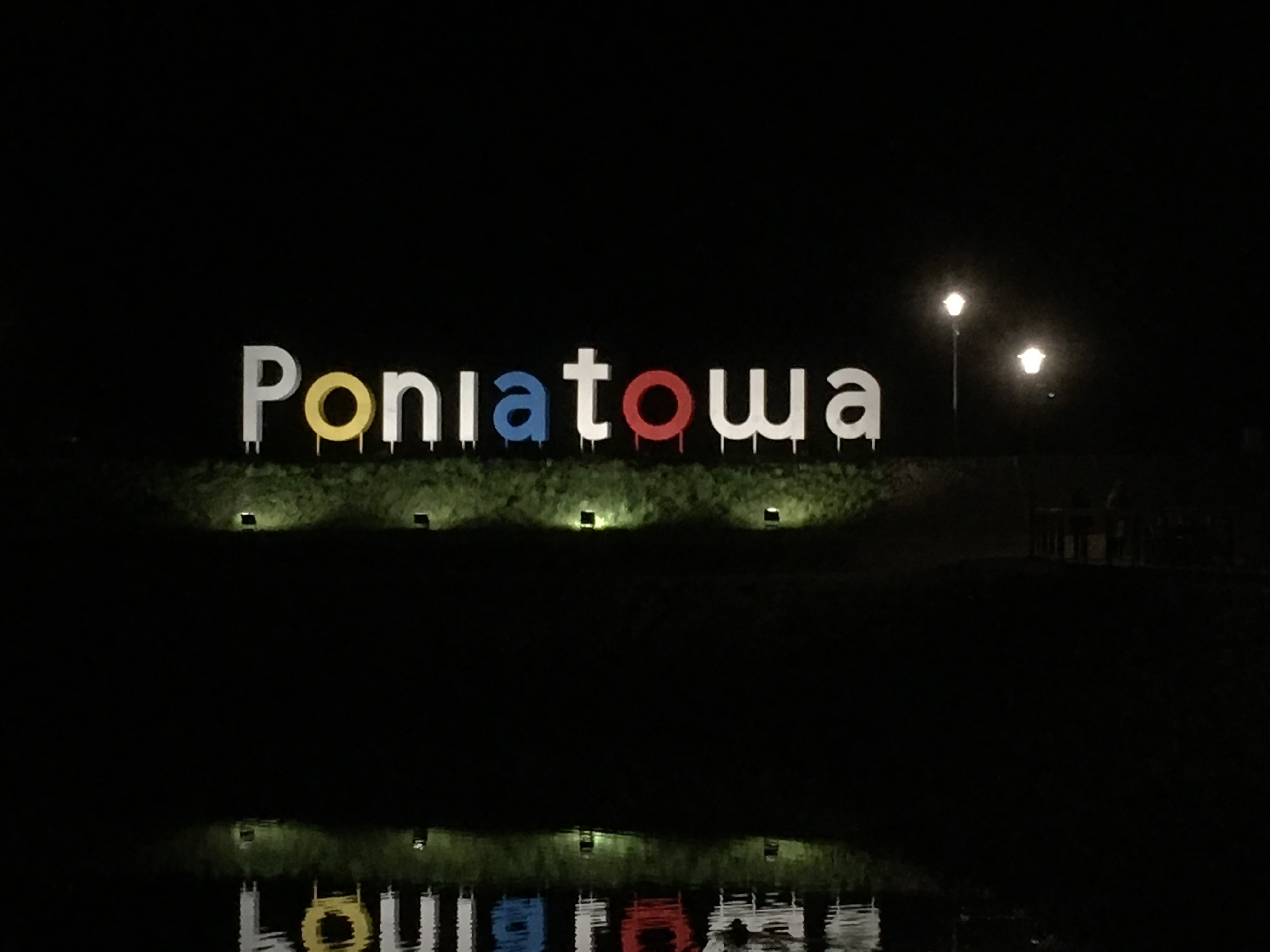
Napis nad zalewem w Poniatowej

Powiat opolski – powiat w Polsce (województwo lubelskie), utworzony w 1999 roku w ramach reformy administracyjnej. Jego siedzibą jest miasto Opole Lubelskie.

## Podział administracyjny
W skład powiatu wchodzą:
- miasta: Józefów nad Wisłą, Opole Lubelskie, Poniatowa
- gminy miejsko-wiejskie: Józefów nad Wisłą, Opole Lubelskie, Poniatowa
- gminy wiejskie: Chodel, Karczmiska, Łaziska, Wilków

## Historia
Powiat opolski (pod nazwą powiat opolsko-lubelski) został powołany dnia 13 listopada 1954 roku w województwie lubelskim, jako jeden z pierwszych powiatów utworzonych tuż po wprowadzeniu gromad w miejsce dotychczasowych gmin (29 września 1954) jako podstawowych jednostek administracyjnych PRL. Na powiat opolsko-lubelski złożyły się 32 gromady, które wyłączono z powiatu puławskiego w tymże województwie:
- gromady Braciejowice, Chruślina, Dobre, Głusko, Godów, Idalin, Józefów n/Wisłą, Kaliszany, Kamień, Karczmiska, Kluczkowice, Komaszyce Stare, Kowala, Kraczewice, Łaziska, Łubki, Niezabitów, Niezdów, Opole Lubelskie, Poniatowa, Prawno, Rogów, Skoków, Słotwiny, Spławy, Wandalin, Wilków, Wronów, Wrzelowiec, Wrzelów, Zagłoba i Zagrody.

W momencie utworzenia powiat nie obejmował miast; Opole Lubelskie, stolica powiatu, utraciła prawa miejskie w 1870 roku i otrzymała je dopiero 1 stycznia 1957 roku a Józefów nad Wisłą, Prawno i Wrzelowiec utraciły prawa miejskie w XIX wieku. Poniatowa stała się 1 stycznia 1956 roku osiedlem, którym pozostała do 18 lipca 1962 roku, kiedy to nadano jej prawa miejskie.
1 stycznia 1956 roku w województwie lubelskim powstał powiat bełżycki, przez co 3 gromady powiatu opolsko-lubelskiego – Godów, Łubki i Wronów  – weszły w jego skład. Równocześnie do powiatu opolsko-lubelskiego przyłączono gromady Boiska i Świeciechów, które wyłączono z powiatu kraśnickiego w tymże województwie. Decyzja ta okazała się niefortunna ponieważ już rok później, 1 stycznia 1957 roku, gromada Świeciechów powróciła do powiatu kraśnickiego (wraz z Sosnową Wolą, którą wyłączono z gromady Boiska i włączono do gromady Dzierzkowice w powiecie kraśnickim); wtedy też do powiatu opolsko-lubelskiego przyłączono z powrotem gromadę Godów z powiatu bełżyckiego.
8 maja 1958 roku z gromady Kamień wyłączono wsie Kępa Gostecka i Kępa Solecka i włączono je do gromady Solec w powiecie lipskim w województwie kieleckim. Zmiana przynależności wojewódzkiej tych wsi była nietypowa, ponieważ spowodowała utworzenie enklawy powiatu lipskiego na obszarze powiatu opolskiego (a więc na prawym brzegu Wisły).
1 stycznia 1973 roku zniesiono gromady i osiedla a w ich miejsce reaktywowano gminy. Z powiatu bełżyckiego wyłączono sołectwa Dąbrowa Wronowska, Poniatowa, Poniatowa-Kolonia i Plizin, które włączono do powiatu opolsko-lubelskiego oraz odwrotnie, z powiatu opolsko-lubelskiego wyłączono sołectwa Antonówka, Godów (czwarta zmiana przynależności powiatowej w ciągu 20 lat), Granice i Świdno, które włączono do powiatu bełżyckiego. Po tym manewrze powiat opolsko-lubelski podzielono na 2 miasta i 7 gmin:
- miasta Opole Lubelskie i Poniatowa
- gminy Józefów[12], Karczmiska, Łaziska, Opole Lubelskie, Poniatowa, Wilków i Wrzelowiec[13]

Po reformie administracyjnej obowiązującej od 1 czerwca 1975 roku terytorium zniesionego powiatu opolsko-lubelskiego włączono do nowego (mniejszego) województwa lubelskiego. Wraz z reformą administracyjną z 1999 roku przywrócono w województwie lubelskim powiat opolski o kształcie przybliżonym do granic z 1975 roku; powiat powiększył się o gminę Chodel, która w latach 1973–75 leżała w powiecie bełżyckim a do 1954 roku w powiecie lubelskim. Porównując obszar dzisiejszego powiatu opolskiego z obszarem z 1954 roku można zauważyć, że niektóre tereny znajdują się obecnie w powiatach puławskim i lubelskim.
31 lipca 2004 roku zmieniono granice powiatu opolskiego (a zarazem województwa lubelskiego) przez wyłączenie z gminy Solec nad Wisłą (w powiecie lipskim w województwie mazowieckim) wsi Kępa Gostecka i Kępa Solecka i włączenie ich do gminy Łaziska w powiecie opolskim. Przyczyną tego manewru było wyjątkowe położenie tych wsi (od 1958 roku), czyli po prawej stronie Wisły; z powodu dużej odległości od najbliższego mostu, wsie te były odizolowane od pozostałych terenów gminy, a także jej siedziby, Solca.

## Demografia
Liczba ludności (dane z 30 czerwca 2005):
|        | Ogółem | Ogółem | Kobiety | Kobiety | Mężczyźni | Mężczyźni |
| osób   | %      | osób   | %       | osób    | %         |           |
| ------ | ------ | ------ | ------- | ------- | --------- | --------- |
| Ogółem | 63 360 | 100    | 32 433  | 51,19   | 30 927    | 48,81     |
| Miasto | 18 902 | 29,83  | 9957    | 15,71   | 8945      | 14,12     |
| Wieś   | 44 458 | 70,17  | 22 476  | 35,47   | 21 982    | 34,69     |

▶Wieś vs ▶miasto
Ogółem (▶k, ▶m)
Miasto (▶k, ▶m)
Wieś (▶k, ▶m)

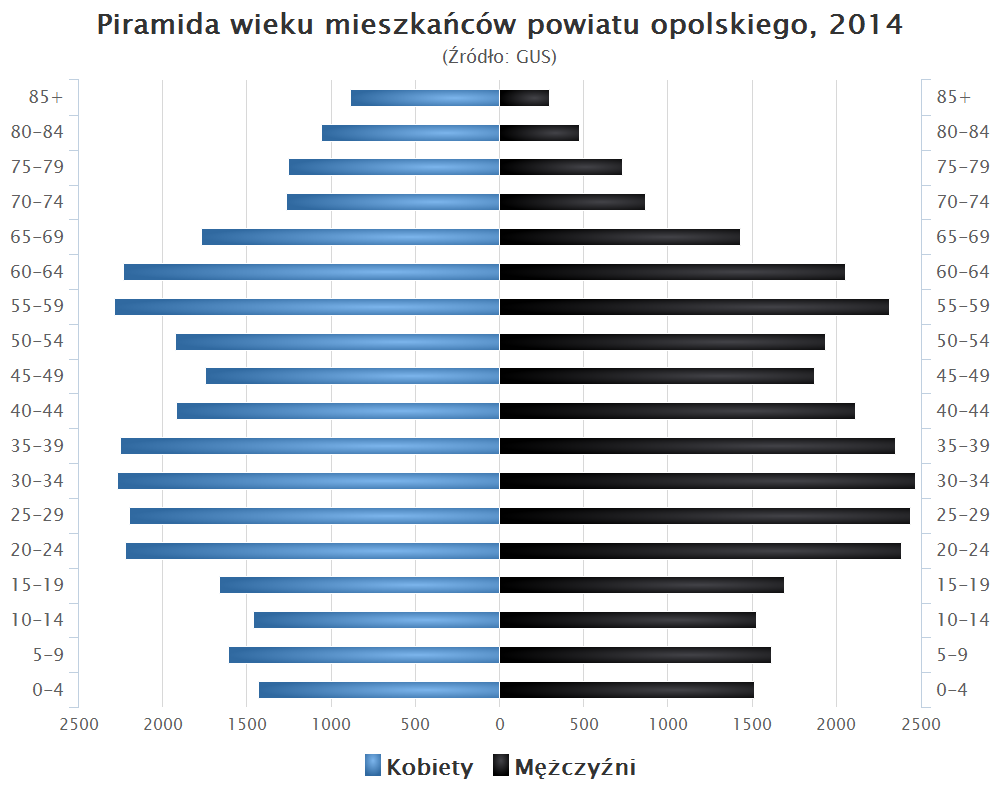
Piramida wieku mieszkańców powiatu opolskiego w 2014 roku

Według danych z 31 grudnia 2019 roku powiat zamieszkiwało 59 208 osób. Natomiast według danych z 30 czerwca 2020 roku powiat zamieszkiwały 58 952 osoby.

## Sąsiednie powiaty i gminy
- powiat puławski (gm. Janowiec, Kazimierz Dolny, Wąwolnica)
- powiat lubelski (gm. Bełżyce, Borzechów, Wojciechów)
- powiat kraśnicki (gm. Annopol, Dzierzkowice, Urzędów)
- powiat opatowski (świętokrzyskie) (gm. Tarłów)
- powiat lipski (mazowieckie) (gm. Chotcza, Solec nad Wisłą)
- powiat zwoleński (mazowieckie) (gm. Przyłęk)

## Miasta i wsie gminne
| Miasto/wieś gminna  | Liczba ludności | Powierzchnia | Gęstość zaludnienia |
| ------------------- | --------------- | ------------ | ------------------- |
| Poniatowa           | 10 867          | 15.23 km²    | 711.2 os./km²       |
| Opole Lubelskie     | 8 065           | 15.12 km²    | 569.1 os./km²       |
| Karczmiska Pierwsze | 1 556           | 5.5 km²      | 282.9 os./km²       |
| Chodel              | 1 500           | 3.7 km²      | 405.4 os./km²       |
| Józefów nad Wisłą   | 923             | 3.65 km²     | 252 os./km²         |
| Łaziska             | 500             | 2.16 km²     | 231.4 os./km²       |
| Wilków              | 195             | 0.76 km²     | 256.5 os./km²       |

Opole Lubelskie – miasto powiatowe
Poniatowa – miasto
Wilków – wieś gminna

## Instytucje publiczne
- Starostwo Powiatowe – ul. Lubelska 4, Opole Lubelskie
- Sąd Rejonowy – Stary Rynek 46, Opole Lubelskie
- Powiatowy Urząd Pracy – Stary Rynek 14–16, Opole Lubelskie
- Szpital Powiatowy – ul. Fabryczna 18, Poniatowa
- Urząd Skarbowy – ul. J. Piłsudskiego 12, Opole Lubelskie
- Zarząd Dróg Powiatowych – ul. Młodzieżowa 6, Poniatowa

## Starostowie opolscy
Na podstawie źródła:
- Zenon Rodzik (10 listopada 1998 – 21 listopada 2018)
- Dariusz Piotrowski (21 listopada 2018 – nadal)